# HD102232
HD102232 — хімічно пекулярна зоря спектрального класу B7, що має видиму зоряну величину в смузі V приблизно  5,3.
Вона  розташована на відстані близько 782,1 світлових років від Сонця.